# Кондензация
Кондензацията е преминаване от газообразно към течно агрегатно състояние на веществото. Може да се дефинира и като превръщането на водна пара или друга пара в течност при контакт с повърхност. Обикновено се наблюдава при охлаждане на парите, но също и при увеличаване на налягането, възможно е и едновременното действие на двата фактора. Кондензацията на парите е процес, обратен на изпарението и кипенето и е екзотермичен, т.е. е съпроводен с освобождаването на енергия.
Течността, която се получава в резултат на кондензация, се нарича кондензат. Използваните за целта уреди се наричат кондензатори. Те обикновено са охладителни или обменящи топлина устройства. Използват се за различни цели и имат различна конструкция, като размерите им варират в широки граници.
Когато водните пари достигнат максималното количество, което въздухът може да задържи, настъпва насищане на въздуха (относителна влажност 100%). Ако след това температурата на въздуха се понижи, част от водните пари, които се съдържат в него, започват да се отделят във вид на водни капчици или на ледени кристалчета. Този процес се нарича кондензация на водните пари, а температурата, при която става кондензацията – точка на кондензацията или точка на оросяването.

## Начини на кондензация
Съществуват два основни начина на кондензация на водните пари:
- кондензация на водните пари при съприкосновение на въздуха с по-студени предмети
- кондензация на водните пари в свободната атмосфера вследствие адиабатичното изстиване на въздуха

### Кондензация на водните пари върху по-студени предмети
При съприкосновението на сравнително топъл и влажен въздух със студени предмети върху последните се отлагат капки роса, слана или скреж (при температура под 0°С). Същото явление може да се наблюдава и при ясни и тихи нощи (при антициклонално състояние на атмосферата), когато настъпва силно понижение на температурата на земната повърхнина, на предметите по нея и на прилежащия атмосферен слой. Тогава водните пари в изстиналия въздух се кондензират и се отлагат във вид на роса, слана или скреж върху предметите. Количеството на отлагащата се по този начин роса, слана или скреж зависи както от влажността на въздуха, така и от степента на изстиването. При много слаб вятър, който причинява значително разместване на приземния въздух, кондензационните продукти са по-обилни (пада по обилна роса или слана). Силният вятър обаче има обратно въздействие.

### Кондензация на водните пари в свободната атмосфера
Изстиването на въздуха в различните слоеве на атмосферата настъпва в резултат на издигането му или на срещата му с по-студени въздушни течения и на непрекъснатото топлинно излъчване към космическото пространство. В резултат на изстиването относителната влажност на въздуха постепенно се увеличава, докато настъпи пресищане, което води до кондензиране на излишните водни пари. Тази кондензация на излишните водни пари предизвиква появата на облаци, мъгли и валежи.
Изследванията показват, че за образуването и на най-дребните водни капки или на ледените кристалчета е необходимо във въздуха да има твърди, течни или газообразни частици, около които да започне кондензация. Тези частички се наричат кондензационни ядра. За кондензационни ядра в атмосферата служат прашинки, които се издигат от земята или идват от космическото пространство (космичен прах), прашинки от морска сол (изхвърляне във въздуха от вятъра по време на силни вълнения), сажди, ледени кристалчета, електрически заредени частици (йони) и дори въздушни молекули (в последния случай се иска голямо пресищане на въздуха с водни пари). Най-добри кондензационни ядра са твърдите частици, които се отличават с голяма хигроскопичност (сажди, морска сол и др.). Около кондензационните ядра първоначално се образуват съвършено дребни капчици (диаметър от 0,05 до 0,1 mm), които по-късно наедряват. Така образуваните капчици могат да останат в течно състояние и под 0°С (в някои случаи и до -20°С). По често обаче при отрицателни температури се образуват ледени кристалчета или снежинки.